# Pam Damoff
Pam Damoff, née le 13 mars 1971 à London en Ontario, est une femme d'affaires et femme politique canadienne. Elle est députée de la circonscription d'Oakville-Nord—Burlington à la Chambre des communes du Canada depuis les élections fédérales de 2015 sous la bannière du Parti libéral du Canada.